# Regions Morgan Keegan Championships and the Cellular South Cup 2012
Regions Morgan Keegan Championships and Memphis International 2012 var en professionel tennisturnering for kvinder og mænd, der blev spillet på hard court. Det var den 37. udgave af Regions Morgan Keegan Championships for mænd og den 27. udgave Memphis WTA International Event. Turneringen er en del både WTA Tour 2012 og ATP Tour 2012. Kampene blev afviklet i Memphis, Tennessee, USA, fra 17. februar til 26. februar 2012.

## Finalerne

### Herresingle
Uddybende artikel: Regions Morgan Keegan Championships (herresingle)
 Jürgen Melzer –  Milos Raonic, 7–5, 7–6(4)

### Damesingle
Uddybende artikel: Memphis International (damesingle)
 Sofia Arvidsson –  Marina Erakovic, 6–3, 6–4
- Det var Arvidsson's anden WTA titel. Hendes først siden hun vandt samme event 6. år tidligere.

### Herredouble
Uddybende artikel: Regions Morgan Keegan Championships (herredouble)
 Max Mirnyi /  Daniel Nestor def.  Ivan Dodig /  Marcelo Melo, 4–6, 7–5, [10–7]

### Damedouble
Uddybende artikel: Memphis International (damedouble)
 Andrea Hlaváčková /  Lucie Hradecká def.  Vera Dushevina /  Olga Govortsova, 6–3, 6–4